# 矢久保美緒
矢久保 美緒（やくぼ みお、2002年〈平成14年〉8月14日 - ）は、日本のアイドルであり、女性アイドルグループ乃木坂46のメンバーである。東京都出身。乃木坂46合同会社所属。明治学院大学卒業。

## 略歴
2002年（平成14年）8月14日生まれ。
2018年（平成30年）、『坂道合同新規メンバー募集オーディション』を受験し8月19日に合格した。同年12月3日、日本武道館で行われた「乃木坂46 4期生お見立て会」で乃木坂46の4期生としてお披露目された。
2021年（令和3年）3月16日、4月6日放送開始のラジオ番組『タイムちゃん』（FM FUJI）にレギュラー出演することが発表された。同年8月27日、松村沙友理の乃木坂46卒業に伴ってニコニコ生放送の番組『生のアイドルが好き』のMCに就任した。
2022年（令和4年）8月14日、20歳の誕生日に自身のInstagramアカウントを開設した。

## 人物
愛称は、みっちゃん。6才年上の姉、双子の妹がいる。
特技はけん玉、縄跳び。アイドルが好きで、=LOVE、じゅじゅ、REIRIEのファンである。

### 学業
2021年3月、高校を卒業。同年4月20日、大学に進学したことを報告した。2025年3月18日、自身のブログにて大学を卒業したことを報告。通っていた大学が明治学院大学であることも明らかにした。
テレビ番組『乃木坂工事中』で行われた乃木坂46全メンバーの学力テストでは、2021年には北川悠理に次ぐ2位、2024年には池田瑛紗に次ぐ同率2位であった。

### 乃木坂46
加入前から乃木坂46のファンであり、小学5年生から松村沙友理を応援しており握手会にも参加したことがある。また、加入当初から同期の遠藤さくらを推しメンと公言している。
同期の林瑠奈と松尾美佑と仲が良い。特に林とは、2022年から「プライベートでも暇さえあれば会う」仲になった。
サイリウムカラーはピンク×黄色。

## 作品

### シングル
乃木坂46
- 4番目の光（2019年5月29日、SRCL-11192/3） - EAN 4547366406719。
- 図書室の君へ（2019年9月4日、SRCL-11262/3） - EAN 4547366418576。
- I see...（2020年3月25日、SRCL-11466/7） - EAN 4547366444230。
- 世界中の隣人よ（2020年5月25日）[28]
- Out of the blue（2021年1月27日、SRCL-11686/7） - EAN 4547366487282。
- 猫舌カモミールティー（2021年6月9日、SRCL-11844）- EAN 4547366507300。
- マシンガンレイン（2021年9月22日、SRCL-11880/1） - EAN 4547366522303。
- 他人のそら似（2021年9月22日、SRCL-11888） - EAN 4547366522334。
- 届かなくたって…（2022年3月23日、SRCL-12104/5） - EAN 4547366549072。
- Under's Love（2022年8月31日、SRCL-12210/8） - EAN 4547366571950。
- ジャンピングジョーカーフラッシュ（2022年8月31日、SRCL-12212/3） - EAN 4547366571967。
- 夢を見る筋肉（2022年8月31日、SRCL-12218） - EAN 4547366571981。
- 悪い成分（2022年12月7日、SRCL-12330/8） - EAN 4547366590166。
- 僕たちのサヨナラ（2023年3月29日、SRCL-12480/8） - EAN 4547366607307。
- さざ波は戻らない（2023年3月29日、SRCL-12486/7） - EAN 4547366607338。
- 踏んでしまった（2023年8月23日、SRCL-12620/8） - EAN 4547366626612。
- 思い出が止まらなくなる（2023年12月6日、SRCL-12630/8） - EAN 4547366650990。
- 車道側（2024年4月10日、SRCL-12850/8） - EAN 4547366669053。
- 落とし物（2024年8月21日、SRCL-12950/1） - EAN 4547366693973。
- それまでの猶予（2024年12月11日、SRCL-13078） - EAN 4547366716610。
- 懐かしさの先（2025年2月3日）
- 交感神経優位（2025年3月26日、SRCL-13220/1） - EAN 4547366731125。
- 不道徳な夏（2025年7月30日、SRCL-13374/5） - EAN 4547366755992。

### アルバム
乃木坂46
- 今が思い出になるまで（2019年4月17日、SRCL-11140/7） - EAN 4547366401325。
- Time flies（2021年12月15日、SRCL-12020/30） - EAN 4547366534184。

### 映像作品
- いつのまにか、ここにいる Documentary of 乃木坂46（2019年12月25日） - EAN 4988104123695。
- 乃木坂46 7th YEAR BIRTHDAY LIVE 2019.2.21-24 KYOCERA DOME OSAKA（2020年2月5日） - EAN 4547366438956。
- 乃木坂どこへ 第1巻（2020年3月6日） - EAN 4988021717984, EAN 4988021140058。
- 乃木坂どこへ 第2巻（2020年8月7日） - EAN 4988021718141, EAN 4988021140317。
- 乃木坂46 8th YEAR BIRTHDAY LIVE 2020.2.21-24 NAGOYA DOME（2020年12月23日） - EAN 4547366482812。
- ノギザカスキッツ 第1巻（2021年1月8日） - EAN 4988021718264, EAN 4988021140508。
- NOGIZAKA46 Mai Shiraishi Graduation Concert 〜Always beside you〜（2021年3月10日） - EAN 4547366491104。
- ノギザカスキッツ 第2巻（2021年4月2日） - EAN 4988021718271, EAN 4988021140515。
- ノギザカスキッツACT2 第1巻（2021年7月30日） - EAN 4988021718608, EAN 4988021140829。
- ノギザカスキッツACT2 第2巻（2021年10月22日） - EAN 4988021718615, EAN 4988021140836。
- 乃木坂スター誕生! 第1巻（2022年1月14日） - EAN 4988021718738, EAN 4988021140980。
- 乃木坂スター誕生! 第2巻（2022年4月22日） - EAN 4988021718745, EAN 4988021140997。
- 乃木坂46 9th YEAR BIRTHDAY LIVE 5DAYS（2022年6月8日） - EAN 4547366541441, EAN 4547366541465。
- 乃木坂スター誕生!2 第1巻（2022年7月22日） - EAN 4988021718974, EAN 4988021141550。
- 乃木坂スター誕生!2 第2巻（2022年10月28日） - EAN 4988021718981, EAN 4988021141567。
- 乃木坂46 真夏の全国ツアー2021 FINAL! IN TOKYO DOME（2022年11月16日） - EAN 4547366576009, EAN 4547366576016。
- 乃木坂46 10th YEAR BIRTHDAY LIVE（2023年2月22日） - EAN 4547366594324, EAN 4547366594447。
- さ〜ゆ〜Ready?さゆりんご軍団ライブ/松村沙友理 卒業コンサート（2023年4月26日）[29]
- 生田絵梨花 卒業コンサート（2023年4月26日）[29]
- NOGIZAKA46 ASUKA SAITO GRADUATION CONCERT（2023年10月25日） - EAN 4547366631012, EAN 4547366631098。
- 乃木坂46 11th YEAR BIRTHDAY LIVE 5DAYS（2024年2月21日） - EAN 4547366660128, EAN 4547366660135。
- MIZUKI YAMASHITA GRADUATION CONCERT（2024年10月2日） - EAN 4547366701180, EAN 4547366701227。
- 乃木坂46 12th YEAR BIRTHDAY LIVE（2025年2月12日） - EAN 4547366722253。

## 出演

### インターネットドラマ
- サムのこと（2020年3月20日 - 28日、dTV）カラオケ店員 役[30]

### ラジオ
- タイムちゃん（2021年4月6日 - 、FM-FUJI）レギュラー[7]

### ウェブ番組
- 生のアイドルが好き（2021年8月27日 - 、ニコニコ生放送）MC[8]
- 矢久保の部屋（2022年5月23日 - 、乃木坂的フラクタル）[31]

## 書籍

### 雑誌連載
- EX大衆（2021年7月15日 - 2023年4月14日 、双葉社）乃木坂の星[注 1]